# Dendrophryniscus leucomystax
Dendrophryniscus leucomystax är en groddjursart som beskrevs av Eugenio Izecksohn 1968. Dendrophryniscus leucomystax ingår i släktet Dendrophryniscus och familjen paddor. IUCN kategoriserar arten globalt som livskraftig. Inga underarter finns listade i Catalogue of Life.